# Robert Eisenman
Robert H. Eisenman är en amerikansk professor i mellanösternreligioner och orientaliska språk, känd för att ha bidragit till offentliggörandet av Dödahavsrullarna. Eisenman är chef för religionsvetenskapliga avdelningen vid California State University.
Eisenman studerade vid Cornell University och läste jämförande litteraturvetenskap för Vladimir Nabokov. Han tog en filatelie kandidatexamen i fysik och filosofi 1958 samt en filatelie magisterexamen i hebreiska och Främre Orientens kultur vid New York University 1966. Doktorsexamen i Främre Orientens språk och kultur avlade han vid Columbia University, med speciell tonvikt på palestinsk historia och islamsk rätt 1971.
Eisenman har även varit forskarstuderande på William F. Albright Institute of Archeological Research i Jerusalem (1985-1986) med stipendium från Nationalfonden för humaniora, gästforskare vid Linacre College i Oxford (1986-1987) och gästdocent vid Oxford Centre for Postgraduate Hebrew Studies. Han har också varit föreläsare i islamisk rätt (fiqh), islamisk religion, islamisk kultur samt kristendomens och Dödahavsrullarnas historia vid Hebreiska universitetet i Jerusalem.
Eisenman var en av förgrundsgestalterna för att göra Dödahavsrullarna allmänt tillgängliga. Under sin tid som forskarstuderande på William F. Albright Institute of Archeological Research som förvarade Dödahavsrullarna ville Eisenman studera förhållandet mellan sekten i Qumran och den tidiga kristna kyrkan, men han hade svårigheter att få tillgång till rullarna som då förvaltades av en sluten grupp vid institutet. Han bedrev en intensiv kampanj för att göra rullarna allmänt tillgängliga för forskarvärlden. 1989 fick hans kampanj massmedial uppmärksamhet och i samband med det skickade en anonym person fotografier på rullarna till Eisenman, som genast började förbereda en faksimil-upplaga. Efter diverse svårigheter fick han stöd från Biblical Archeological Society och skrifterna publicerades som A Facsimile Edition of the Dead Sea Scrolls i två band 1991.

## Fotnoter
1. ↑  Tjeckiska nationalbibliotekets databas, NKC-ID: uk20231176913, läst: 13 februari 2023.[källa från Wikidata]
2. 1 2  Tjeckiska nationalbibliotekets databas, NKC-ID: uk20231176913, läst: 14 februari 2023.[källa från Wikidata]